# Symfoni nr. 9 (Dvořák)
 For alternative betydninger, se Symfoni nr. 9. (Se også artikler, som begynder med Symfoni nr. 9)
Symfoni nr. 9 i E-mol Fra den nye verden (Opus 95) er en symfoni af den tjekkiske komponist Antonín Dvořák, komponeret i 1893 under hans ophold i USA (1892-1895).
Symfoniens uropførelse fandt sted den 16. december 1893 i Carnegie Hall i New York City. Den første opførelse i Europa, fandt sted den 20. juli 1894 i Karlovy Vary (Karlsbad) i Tjekkiet.

## Instrumentering
Symfonien er komponeret til et orkester bestående af:
- 2 fløjter (den ene også som piccolo[1])
- 2 oboer (den ene også som engelskhorn)
- 2 klarinetter i A (Bes i anden sats)
- 2 fagotter
- 4 valdhorn i E og C
- 2 trompeter i E, C og Es
- 2 tenorbasuner
- Basbasun
- Tuba (kun anden sats[2]
- Pauke
- Triangel (kun tredje sats)
- Bækkener (kun fjerde sats)
- Strygere

## Satser
Symfonien har fire satser:
- I. Adagio — Allegro molto
- II. Largo
- III. Scherzo: Molto vivace — Poco sostenuto
- IV. Allegro con fuoco

## Påvirkninger
Dvořák var interesseret i de nordamerikanske indianeres musik og i de sorte amerikaneres spiritual-musik, som han hørte i USA. Ved sin ankomst til USA, sagde han:
| Citat | Jeg er overbevist om at den fremtidige musik i dette land, vil blive baseret på hvad der kaldes neger-melodier. De kan blive grundlaget for en seriøs og original kompositionsretning, der udvikles i USA. Disse smukke og varierede temaer er skabt af jorden. De er Amerikas folkeviser og jeres komponister skal anvende dem. | Citat |
|       | |       |

Symfonien var bestilt af New York Philharmonic og havde uropførelse den 16. december 1893 i Carnegie Hall i New York, dirigeret af Anton Seidl. Dagen før, i en artikel trykt i New York Herald, uddybede Dvořák yderligere hvordan indianernes musik havde påvirket symfonien:
| Citat | Jeg har i virkeligheden ikke brugt nogen [af indianernes] melodier. Jeg har simpelthen skrevet originale temaer indeholdende særegenheden ved indianernes musik, og ved at anvende disse temaer som motiver, har jeg udviklet dem med alle tilrådighedværende moderne rytmer, kontrapunkter og orkestral kulør. | Citat |
|       | |       |

I den samme artikel fastslog Dvořák, at han betragtede symfoniens anden sats som en "skitse eller studie til et senere arbejde, enten en kantate eller opera ... der vil blive baseret på Longfellows [Sangen om] Hiawatha" (Dvořák skrev aldrig sådan et stykke). Han skrev også, at den tredje sats, scherzoen, var "antydet af scenen med gæstebuddet i Hiawatha hvor indianerne danser".
Sjov nok kan fraser, der for moderne øren lyder som typisk spiritual-musik, af Dvořák have haft til formål at indgyde en indiansk atmosfære. I 1893 blev Dvořák citeret i et avisinterview, for at have sagt "Jeg syntes at negrenes og indianernes musik stort set var identisk"; og at "de to racers musik har en bemærkelsesværdig lighed med den skotske musik". De fleste historikere er enige om, at Dvořák refererede til den pentatoniske skala, der er karakteristisk for alle tres musikalske traditioner.
I en artikel fra 2008 i The Chronicle of Higher Education, hævdede den prominente musikolog Joseph Horowitz, at Amerikas sortes spiritual-musik havde en kraftig indflydelse på den 9. symfoni, og citerede Dvořák fra et interview i 1893 i New York Herald, for at have sagt at "I Amerikas neger-melodier, har jeg fundet alt hvad der er behov for i en storslået og ædel kompositionsretning."
På trods af alt dette, betragtes Dvořáks musik generelt som at have mest til fælles med folkemusikken fra hans hjemegn, Bøhmen, frem for med den amerikanske folkemusik. Leonard Bernstein bedyrede, at værket var multinationalt i sine grundelementer.

## Modtagelse
Ved den 9. symfonis uropførelse i Carnegie Hall, var der endeløs jubel. Ved slutningen af hver sats, var der tordende klapsalver og Dvořák følte sig forpligtet til at rejse sig op og bukke.

## Indflydelse på andre komponister
Det har været hævdet, at largoens tema blev omarbejdet til den spiritual-lignende sang "Goin’ Home" af den sorte komponist Harry Burleigh, som Dvořák mødte under sit ophold i Amerika, og af tekstforfatteren William Arms Fisher, men sangen var i virkeligheden skrevet af Fisher og baseret på Dvořáks tema i largoen.

## Oprindeligt partitur
Det udgivne partitur, som er den udgave man næsten altid hører, har nogle forskelle i forhold til Dvořáks oprindelige. Den oprindelige udgave har en fortaler i dirigenten Denis Vaughan, der opførte den for første gang den 17. maj 2005 med London Philharmonic Orchestra i Londons Royal Albert Hall.